# ノルトゼール
ノルトゼール (ドイツ語: Nordsehl) は、ドイツ連邦共和国ニーダーザクセン州シャウムブルク郡のザムトゲマインデ・ニーデルンヴェーレンを構成する町村（以下、本項では便宜上「町」と記述する）の一つである。

## 地理
ノルトゼールは、州都ハノーファーから西に約 30 km のヴェーザー山地地方の最外縁部に位置する。南に位置する郡庁所在都市シュタットハーゲンとは約 3 km の距離にある。

## 歴史
ノルトゼールは1203年から1228年までの間に Dülwald のハーゲンフーフェンドルフ（列村の一種で、通りの一方に農場、他方にその所有者や管理者の館が柵で区切られて列状に連なる形の村落構造）として成立した。この集落の最初の文献上の記録は1236年にまで遡る。ニーダーザクセン州の市町村再編に伴い、1974年3月1日から、この町はザムトゲマインデ・ニーデルンヴェーレンに属している。

## 行政
この町の議会は9議席からなる。

## 公共施設
ノルトゼールには、2006年から振興会が運営する室内プールがある。この他に運動競技場と射撃場がある。

## 引用
1. ↑  Landesamt für Statistik Niedersachsen, LSN-Online Regionaldatenbank, Tabelle A100001G: Fortschreibung des Bevölkerungsstandes, Stand 31. Dezember 2023
2. ↑   ハーゲンフーフェンドルフの模式図